# ʿAbd ar-Rahmān al-Kawākibī

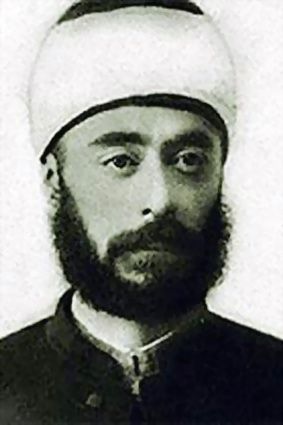
al-Kawakibi

ʿAbd ar-Rahmān al-Kawākibī (arabisch عبد الرحمن الكواكبي, DMG ʿAbd ar-Raḥmān al-Kawākibī; geb. 1855 in Aleppo; gest. 1902 in Kairo) war ein einflussreicher syrischer islamischer Theologe und Publizist.

## Kindheit und Jugend
Kawakibi verbrachte einige Jahre seiner Kindheit bei einer Tante in Antakya, da seine Mutter früh verstarb. 1865 kehrte er in seine Geburtsstadt zurück. Er lernte an der Madrasat al-Kawakibi, die seine Familie gegründet hatte und die sein Vater leitete.

## Leben und Werk
Kawakibi war Propagator einer arabischen kulturellen Renaissance (Nahda). Der Intellektuelle hatte einen tiefgreifenden Einfluss auf die Entwicklung der arabisch-nationalistischen Bewegungen. Es ist einer der Vertreter der Strömung der Reformtradition (Islah) des Afghanen Dschamal ad-Din al-Afghani (1838–1897) und des Ägypters Muhammad Abduh (1849–1905) und seines Landsmannes Raschid Rida (1865–1935).
Von 1872 bis 1876 arbeitete er als Journalist der zweisprachigen Zeitung Firat, die in Aleppo erschien.
Als Herausgeber zweier Zeitungen, dazu gehörte die Wochenzeitung asch-Schahbāʾ, sprach er sich für den arabischen Nationalismus aus, kritisierte die türkischen Behörden unter dem osmanischen Sultan Abdülhamid II. und befürwortete soziale und religiöse Reformen. Die Zeitung asch-Schahbāʾ wurde nach der 16. Ausgabe verboten. 1879 brachte er eine weitere Wochenzeitung namens al-Iʿtidāl heraus. Diese wurde im Oktober desselben Jahres ebenfalls verboten. Al-Kawakibi wurde später festgenommen und war einige Monate inhaftiert.
Im Exil in Ägypten wurde er in Kairo mit den muslimischen reformistischen Führern Dschamal ad-Din al-Afghani, Muhammad Abduh und Raschid Rida bekannt, die ihn ideologisch beeinflussten. Er nahm an Aktivitäten zur islamischen Reform teil und war publizistisch aktiv. Als Autor predigte er religiöse Reformen und befürwortete eine Wiederbelebung der arabischen Kultur. Für seine Ziele warb er in arabischen Ländern sowie Ostafrika und Südasien.
Kawakibi wurde vom ägyptischen Khediven Abbas Hilmi Pascha mit einer Dotation und der Finanzierung seiner Reisen unterstützt. Seine Tätigkeit unterstrich die politischen Ziele des formal den Osmanen unterstehenden ägyptischen Herrschers nach einer Ausweitung seiner politischen Macht und Delegitimierung des osmanischen Führungsanspruchs.
Er betonte, dass die Araber bei der Schaffung und Verbreitung der islamischen Kultur einen besonderen Beitrag für die Führung der islamischen Welt geleistet hätten und sie somit für ihre zentrale Führung verantwortlich sein sollten: Mekka (in Saudi-Arabien) statt Istanbul (die Hauptstadt des Osmanischen Reiches).
1900 veröffentlichte al-Kawakibi die Schrift Umm al-Qurā („die Mutter der Städte“), worin er zu einem geheimen islamischen Kongress aufrief, der jedes Jahr während des Haddsch in Mekka zusammentreffen sollte. Er rief darin zu einem arabischen Kalifat auf und forderte die Intellektuellen zum Engagement gegen das Osmanische Reich auf.
Seine Schrift über den Despotismus (arabischer Kurzname: Ṭabāʾiʿ al-istibdād) rechnet mit der demütigenden Art und Weise ab, mit der die Osmanen ihre Untertanen behandelten.
In dem syrischen Film A Land for a Stranger unter der Regie von Samir Zikra aus dem Jahr 1998 wurden das Leben al-Kawakibis und sein Kampf für die Reform verfilmt. Zum 100. Todesjahr wurde al-Kawakibi zu Ehren 2008 ein Kolloquium in Aleppo (Ḥalab) veranstaltet.

## Zitat (‚Die Natur des Despotismus‘)
„In den vergangenen Jahrhunderten hat die Wissenschaft zahlreiche Fakten enthüllt, und diese werden ihren Entdeckern zugeschrieben, die Europäer oder Amerikaner waren. Aber diejenigen, die den Qur’an sorgfältig untersuchen, finden, dass die meisten dieser Fakten explizit oder implizit vor dreizehn Jahrhunderten im Qur’an erwähnt wurden; und diese sollten nicht verborgen bleiben, sondern bei ihrer Entdeckung ein Wunder des Qur’an zeigen und darauf hinweisen, dass es das Wort des Herrn ist, der allein das Verborgene kennt.“

## Schriften (Auswahl)
- Taba'i' al-Istibdad wa-Masari' al-Isti'bad
- Umm al-Qura (1899)
  - in Deutsch (Auszug): 'Abdarraḥman al-Kawākibi, Wiederbelebung des arabischen Kalifats, in Andreas Meier, Hg.: Der politische Auftrag des Islam. Programme und Kritik zwischen Fundamentalismus und Reformen. Originalstimmen aus der islamischen Welt. Peter Hammer Verlag, Wuppertal 1994, ISBN 3-87294-616-1, S. 94–100 (mit Einl. des Hg.)

### Ausgaben & Übersetzungen
- Abdulrahman al-Kawakibi: Von Naturen des Despotismus und Fatalitäten der Versklavung. Übersetzt, kommentiert und herausgegeben von Emad Alali. Mit einem Geleitwort von Udo Steinbach. LIT Verlag, Berlin 2021.
- Abd Al Rahman Al Kawakibi: Du despotisme et autres essais. 2013 (französisch)
- Abd ar-Rahman al-Kawakibi: Taba'i' al-Istibdad wa Masari' al-Isti'bad. Al-Kamel Verlag. 1. Édition (2006) (arabisch)